# 扣叫
扣叫（英文: cue bid）是定约桥牌中的一种叫牌方式，一般包括以下两类情况：
- 叫一个已经被对手叫过的花色。通常用来表示强牌；
- 当双方取得将牌配合后，通过叫其他花色来表示对该门花色有控制。用于寻求满贯定约。

在不同的叫牌体系中，扣叫表达的具体含义也有所不同。但一般来说，扣叫是一种示强性的叫牌，通常是逼叫进局的。

## 标准扣叫
當對手叫過一階花色、而隊友也有叫過牌或者是賭倍了對面的開叫時，若是直接扣叫对方的花色，通常表示自己的手牌具有很强的实力，且可能不适合进行迫伴賭倍。具體來說，應該至少有足夠開叫的牌點，而且在對方叫過的花色上應該有三張以上的牌或者是大牌。因為不適合進行迫伴賭倍代表在已經被叫過的花色上其實是有一些力量的，而如果力量都是在隊友叫過的花色上，大可以用加叫或跳叫支持，或者是在隊友賭倍對面開叫時簡單叫出自己最強的花色即可（如果隊友迫伴賭倍了對面的一線開叫，自己手上不僅有開叫點力，最強的花色還是對面叫過的花色時，放過這個賭倍應該能把對面的合約打到倒三墩以上），不會特地用這種方式來表達自己的力量。
如果是在敵方開叫後，下家在隊友沒有出聲之前就立刻扣叫對面的花色，通常是表達超過簡單蓋叫能表達的牌力。先扣叫對方的花色，等隊友回答過之後再叫出自己的牌組，來表示一手16點以上、遠超過開叫底線的強牌。不過這種情況並不常見，現在這種形式的扣叫更常被認為是麥可斯扣叫。
在这种扣叫之后，叫牌过程必须继续进行叫到成局，或在对方重新叫牌后作惩罚性賭倍时为止。双方后续的叫品均为自然叫，且联手中任何一家作出的加倍都是惩罚性賭倍。

## 迈克尔斯扣叫
迈克尔斯扣叫是一种约定叫，同样是对对手一阶开叫花色的扣叫。迈克尔斯扣叫在表示未叫花色中有至少两幅5张以上套，且其中至少一套是高花套。例如，扣叫2♣表示黑桃和红桃均至少有5张，而扣叫2♥则表示至少5张黑桃套，以及一门5张的低花套（可能是梅花或方块）。

## 寻求满贯定约
当双方明确将牌，且确定至少有成局实力后，可以通过在高阶叫出新的花色来表示在这门花色中有控制（即A或缺门）。在扣叫的进程中，越过一门花色默认表示在该花色上缺乏控制，叫回将牌则表示其他旁門已經沒有其他的控制，不過如果他的隊友持有剩下的關鍵牌，仍然可以繼續加叫。
當一個玩家跳過一個花色之後又叫出這個花色，通常代表第二輪控制（單張或者有K，不過如果雙方都沒有宣稱持有A的話，建議要同時持有KQ）。而連續叫出同一個花色兩次則是代表兩輪的控制，可能是同時持有AK、或者是單張A、或者是缺門而且有比預期更長的王牌（有信心在清王之後提供兩次王吃）。

## 外部連結
- 桥牌中的扣叫 （页面存档备份，存于）